# Marathonlauf-Länderkampf der Männer 1974 Frankreich – BR Deutschland – Italien – Tschechoslowakei
| 9. Leichtathletik-Länderkampf mit bundesdeutscher Beteiligung 1974                          | 9. Leichtathletik-Länderkampf mit bundesdeutscher Beteiligung 1974 |
| ------------------------------------------------------------------------------------------- | ------------------------------------------------------------------ |
|                                                                                             |                                                                    |
| Marathonlauf-Vergleich der Männer: Frankreich – BR Deutschland – Italien – Tschechoslowakei |                                                                    |
| Austragungsort                                                                              | Angers                                                             |
| Wettbewerbe                                                                                 | 1                                                                  |
| Datum                                                                                       | 13. Juni                                                           |
| 1. FRG 2. ITA 3. CSK 4. FRA                                                                 | Platzziffer 54 Platzziffer 75 Platzziffer 76 Platzziffer 95        |
| Chronik                                                                                     |                                                                    |
| ← ROU-FRG/FRG-GBR/ 00FRG-ITA (F)                                                            | FRG B-ROU/FRG B-IRL (M) →                                          |

Im neunten Vergleich des Länderkampfjahres 1974 kam es zu einem Vierländerkampf im Marathonlauf der Männer in gemeinsamer Wertung. Am 13. Juni trafen sich dazu die Läufer aus Frankreich, Italien und der Tschechoslowakei. Gastgeber war die französische Stadt Angers. Dieses Aufeinandertreffen fand zum ersten Mal statt.

## Wettbewerbe und Modus
Für jede Mannschaft waren acht Läufer startberechtigt, von denen die sechs Besten gewertet wurden. Die Wertung für den Ländervergleich erfolgte über die Platzziffer, das heißt der erreichte Platz in der Einzelwertung entsprach dem jeweils vergebenen Punkt. Die Reihenfolge im Länderkampf wurde bestimmt durch die Punktzahl angefangen beim niedrigsten Wert für Rang eins bis hin zum höchsten Wert für Rang vier. Italien und die Tschechoslowakei waren mit sechs Athleten am Start, die alle gewertet wurden. Für Frankreich nahmen nur fünf Vertreter teil, was dazu führte, dass Frankreich mit zusätzlichen neunzehn Strafpunkten belegt wurde. Das bundesdeutsche Team schöpfte als einzige Mannschaft die maximale Teilnehmerzahl aus.

## Ergebnis
Den Einzelsieg errang ein italienischer Läufer. Für die bundesdeutsche Mannschaft reichten die Ränge drei, fünf, sieben und zwölf bis vierzehn und Platzziffer 54 für den niedrigste Punktwert und damit zum Sieg in diesem Länderkampf. Neunzehn Punkte zurück folgte Italien auf dem zweiten Platz nur einen Punkt vor der Tschechoslowakei auf Rang drei. Frankreich belegte mit Platzziffer 95 den vierten und letzten Platz.

## Marathon
| Platz | Athlet                         | Land | Zeit (h)  |
| ----- | ------------------------------ | ---- | --------- |
| 01    | Paolo Accaputo                 | ITA  | 2:21:36‚0 |
| 02    | Vaclav Mladek                  | CSK  | 2:22:47‚6 |
| 03    | Heinz Kubelt                   | FRG  | 2:26:59,4 |
| 04    | Mario Rinato                   | ITA  | 2:27:36,0 |
| 05    | Ulrich Hutmacher               | FRG  | 2:28:08‚2 |
| 06    | Bernard Caraby                 | FRA  | 2:28:38‚0 |
| 07    | Falko Will                     | FRG  | 2:28:40‚0 |
| 08    | Jiří Stehlik                   | CSK  | 2:28:42‚0 |
| 09    | Denis Alcade                   | FRA  | 2:28:56‚0 |
| 10    | Italo Tentorini                | ITA  | 2:29:04‚0 |
| 11    | Miroslaw Krsek                 | CSK  | 2:29:29‚0 |
| 12    | Hans Gulyas                    | FRG  | 2:30:10,0 |
| 13    | Oswald Engel                   | FRG  | 2:31:28‚0 |
| 14    | Gernot Bastian                 | FRG  | 2:31:49,6 |
| 15    | Clemens Schneider-Strittmatter | FRG  | 2:32:34‚4 |
| 16    | André Lacour                   | FRA  | 2:33:49‚0 |
| 17    | Giuseppe Cindolo               | ITA  | 2:36:48,2 |
| 18    | Karel Nečas                    | CSK  | 2:37:57‚4 |
| 19    | Adolf Bremm                    | FRG  | 2:37:59,0 |
| 20    | Karel Cvceki                   | CSK  | 2:38:05,0 |
| 21    | Daniel Fosse                   | FRA  | 2:38:06‚0 |
| 22    | Luděk Kcian                    | CSK  | 2:38:53‚0 |
| 23    | Giuseppe Butta                 | ITA  | 2:42:05,0 |
| 24    | Edmond Leroy                   | FRA  | 2:46:55‚6 |
| 25    | Battista Bassy                 | ITA  | 2:59:50‚0 |